# Кућа брвнара Драгослава Пашића
Кућа брвнара Драгослава Пашића се налази у место Милошевац, у општини Велика Плана. Саграђена је половином 19. века и као непокретно културно добро има статус споменика културе.
Кућa брвнара се првобитно налазила на простору данашње црквене порте, одакле је премештена 1870. године. Саграђена је као троделна шумадијска кућа и веома је редак пример развијеног типа равничарске брвнаре. Припада развијеном типу куће са три просторије - „кућом“ и две собе, тремом и још једном малом просторијом која је нека врста затвореног доксата. Правоугаоне је основе 9,00х7,30 м на темељима од опеке старог формата, бондручне конструкције са испуном од храстових талпи дебљине око 10 цм, покривена ћерамидом. Таваница је израђена од профилисаног шашовца.
Кућа је један од најстаријих и највреднијих објеката овог типа који су се до данас сачували у овом крају.